# Stara Subocka
Stara Subocka (1900-ig Subocka) falu Horvátországban, Sziszek-Monoszló megyében. Közigazgatásilag Novszkához tartozik.

## Fekvése
Sziszek városától légvonalban 44, közúton 68 km-re délkeletre, községközpontjától légvonalban 6, közúton 9 km-re északnyugatra, az A3-as autópálya mentén, a Subocka-patak partján hosszan elnyúlva fekszik.

## Története
A korabeli források szerint e terület benépesülése négyszáz éve, a török kiűzését követően kezdődött. 1691-től több hullámban települt be ide horvát lakosság Bosznia, Kelet-Horvátország, Gorski Kotar és Lika területéről. A falu 1773-ban az első katonai felmérés térképén „Dorf Cro. Subotska” néven szerepel. Az egyházi források szerint 1730-ban már állt egy fából épített kápolna a faluban, melyet a Szeplőtelen Fogantatású Szűz Mária tiszteletére szenteltek. A mai neogótikus templomot 1890-ben építették.
1857-ben 759, 1910-ben 736 lakosa volt. Pozsega vármegye Novszkai járásához tartozott. 1918-ban az új szerb-horvát-szlovén állam, majd később Jugoszlávia része lett. A II. világháború idején a Független Horvát Állam része volt. A háború után enyhült a szegénység és sok ember talált munkát a közeli városokban. 1991. június 25-én a független Horvátország része lett. A településnek 2011-ben 502 lakosa volt.

## Népesség
| Lakosság változása | Lakosság változása | Lakosság változása | Lakosság változása | Lakosság változása | Lakosság változása | Lakosság változása | Lakosság változása | Lakosság változása | Lakosság változása | Lakosság változása | Lakosság változása | Lakosság változása | Lakosság változása | Lakosság változása | Lakosság változása |
| ------------------ | ------------------ | ------------------ | ------------------ | ------------------ | ------------------ | ------------------ | ------------------ | ------------------ | ------------------ | ------------------ | ------------------ | ------------------ | ------------------ | ------------------ | ------------------ |
| 1857               | 1869               | 1880               | 1890               | 1900               | 1910               | 1921               | 1931               | 1948               | 1953               | 1961               | 1971               | 1981               | 1991               | 2001               | 2011               |
| 759                | 890                | 790                | 751                | 1.044              | 736                | 902                | 806                | 785                | 773                | 739                | 666                | 564                | 523                | 597                | 502                |

(1857 és 1880 között, valamint 1900-ban lakosságát Subocka néven Nova Subockával együtt számították.)

## Nevezetességei
- Mária látogatása (Sarlós Boldogasszony) tiszteletére szentelt római katolikus temploma[4] 1890-ben épült neogótikus stílusban. A templom a településen fennsíkon helyezkedik el. Egyhajós, négyszög alaprajzú épület félköríves apszissal. A szentélyhez négyszögletes sekrestye csatlakozik. Harangtornya a főhomlokzat felett áll. A belső tér a templom építése során keletkezett, historikus oltárokkal van berendezve. A párhuzamos építészeti tervezés és a belső tér a teljesen megmaradt berendezéssel egy komplett együttest alkot, amely a templomot a monoszlói terület neogótikus szakrális építészetének kiemelkedő példái közé sorolja.

- A falu régi népi építészetéből számos lakóház és épület, köztük egy régi malom is fennmaradt.